# Скригулівське
«Скригулівське»  — заповідне урочище, втрачений об'єкт природно-заповідного фонду України.

## Розташування
Існувало поблизу с. Піщана Золотоніського району Черкаської області.

## Пам'ятка
Оголошене рішенням Черкаського облвиконкому № 367 від 27 червня 1972. Зазначена причина створення: дубові насадження 100—120 років, 200 метрів до р. Супій.
Площа — 5,5 га.

## Скасування
Рішенням Черкаської обласної ради № 354 від 21 листопада 1984 «Про мережу територій і об'єктів природно-заповідного фонду області» заповідне урочище скасоване. Скасування статусу відбулось із зазначенням причини «не відповідає вимогам нової класифікації»..